# Vithattsmyrarna
Vithattsmyrarna är ett naturreservat i Skellefteå kommun i Västerbottens län.
Området är naturskyddat sedan 2007 och är 661 hektar stort. Reservatet omfattar ett stort rikkärrområde med myrarna Stormyran, Hästhöänget och Jämmerdalen.